# Yamilé Aldamaová
Yamilé Aldamaová ( * 14. srpna 1972) je atletka, jejíž specializací je trojskok a skok daleký.

## Kariéra
Pochází z Kuby, pro tuto zemi vybojovala stříbrnou medaili v trojskoku na světovém šampionátu v Seville v roce 1999. V roce 2004 získala súdánské občanství a stala se halovou vicemistryní světa v této disciplíně. O dva roky později vybojovala na halovém mistrovství světa bronzovou medaili v trojskoku. Od roku 2011 startuje za Velkou Británii. V březnu 2012 získala v Istanbulu titul halové mistryně světa v trojskoku.
Při svých olympijských startech medaili v trojskoku nezískala – v Sydney v roce 2000 skončila čtvrtá, v Athénách v roce 2004 pátá, také v Londýně v roce 2012 postoupila do finále. Její osobní rekord 15,29 m pochází z roku 2003.